# John Gardner (britisk forfatter)
 For alternative betydninger, se John Gardner. (Se også artikler, som begynder med John Gardner)
John Edmund Gardner (20. november 1926 - 3. august 2007) var en engelsk spion- og thrillerforfatter, der er kendt for sine James Bond-bøger der fortsatte Ian Flemings fortælling, mens han er også kendt for sin serie om Boysie Oakes og tre romaner, der fortsætter historien om Sir Arthur Conan Doyles fiktive skurk Professor Moriarty.
Gardner var i Royal Marines som ung, og han var præst i en periode, men mistede sin tro og forlod kirken efter kort tid. Efter at have kæmpet med alkoholafhængihed skrev han sin første bog, selvbiografien Spin the Bottle, der blev udgivet i 1964.
Gardner skrev over 50 værker, inklusive 14 originale James Bond-romaner, og en romanversion af to Bond-film.
Han døde af hjertesvigt den 3. august 2007.

### Selvbiografi
- Spin the Bottle (1964)[2]

### Boysie Oakes
- The Liquidator (1964)[3]
- Understrike (1965)
- Amber Nine (1966)[4]
- Madrigal (1967)
- Founder Member (1969)
- Traitor's Exit (1970)
- The Airline Pirates (1970) - udgivet i USA Air Apparent
- A Killer for a Song (1975)

To Boysie Oakes korthistorier optræder i Hideaway (1968) (A Handful of Rice, Corkscrew).

To Boysie Oakes korthistorier optræder in The Assassination File (1974) (Boysie Oakes and The Explosive Device, Sunset at Paleokastritsa).

### Derek Torry
- A Complete State of Death (1969)[5] - reissued in the US as The Stone Killer
- The Corner Men (1974)

### Professor Moriarty
- The Return of Moriarty (1974)[4]
- The Revenge of Moriarty (1975)[4]
- Moriarty (2008)

### Herbie Kruger
- The Nostradamus Traitor (1979)[4]
- The Garden of Weapons (1980)
- The Quiet Dogs (1982)
- Maestro (1993)[2]
- Confessor (1995)

Herbie Kruger optræder også i The Secret Houses og The Secret Families.

### The Railton family
- The Secret Generations (1985)[6]
- The Secret Houses (1988)
- The Secret Families (1989)

### James Bond
- Licence Renewed (1981)[3]
- For Special Services (1982)
- Icebreaker (1983)
- Role of Honour (1984)
- Nobody Lives for Ever (1986)
- No Deals, Mr. Bond (1987)
- Scorpius (1988)
- Win, Lose or Die (1989)
- Licence to Kill (1989) – roman skrevet på baggrund af filmmanuskriptet
- Brokenclaw (1990)
- The Man from Barbarossa (1991)
- Death is Forever (1992)
- Never Send Flowers (1993)
- SeaFire (1994)
- GoldenEye (1995) – roman skrevet på baggrund af filmmanuskriptet
- Cold (1996) – udgivet i USA som Cold Fall

### Detective Sergeant Suzie Mountford
- Bottled Spider (2002)[4]
- The Streets of Town (2003)
- Angels Dining at the Ritz (2004)
- Troubled Midnight (2005)
- No Human Enemy (2007)[4]

### Andre romaner
- The Censor (1970)[7]
- Every Night's a Bullfight (1971) (udgivet i USA som Every Night's a Festival i 1972.)
- To Run a Little Faster (1976)
- The Werewolf Trace (1977)
- The Dancing Dodo (1978)
- Golgotha (1980) - (Udgivet i USA som The Last Trump)
- The Director (1982) (En bearbejdning af hans roman Every Night's a Bullfight fra 1971.)
- Flamingo (1983)
- Blood of the Fathers (1992) (som "Edmund McCoy". Senere udgivet under hans eget navn 2004.)
- Day of Absolution (2001)[8]

### Korthistorie-samlinger
- Hideaway (1968) (indeholder to Boysie Oakes-historier.)
- The Assassination File (1974) (indeholder to Boysie Oakes-historier.)